# Pozsony történelme
Pozsony területén már az újkőkorszakban (neolitikum) is éltek emberek. A Várhegyen már a honfoglalás előtt római, majd morva erődítmény állott. Vratislav morva fejedelem erős favárat építtetett ide. A Nagymorva Birodalomhoz tartozott, amíg a magyarok 907-ben el nem foglalták, miután a keleti frank sereg megsemmisítő vereséget szenvedett, amelyben a Luitpold bajor herceg és a Theotmár salzburgi érsek és szinte a teljes bajor nemesség életét vesztette a magyarok ellen vívott csata során. Itt létesült az első magyar várispánság.

## Története a honfoglalás korától
A 11. századtól Pozsony vármegye székhelye és káptalani székhely lett. 1051-ben a pozsonyi várat ostromló német hajókat a magyarok (Búvár Kund mondája) elsüllyesztették (pozsonyi csata (1051)).
III. Henrik 1052-ben ismét hadjáratot indított a Magyar Királyság ellen. Azonban az előző évi hibáiból tanulva most nem hagyta el a Duna környékét, így elsődleges célpontja a Pozsony vára lett.
1077-ben a várba zárkózott Salamon király I. Géza seregei elől, aki ki akart békülni vele, de a tárgyalások közben április 25-én meghalt. 1108-ban V. Henrik német-római császár serege ostromolta, de Kálmán visszaverte őket.
1146-ban rövid időre német kézre került. A 13. században bajor hospesek telepedtek itt le, ezzel elkezdődött a város polgárosodása és német jellege dominált 1918-ig. 1254. május 1-jén itt kötött békét II. Ottokár cseh királlyal IV. Béla. 1262-ben itt verte meg István herceg apja hadait. 1270-ben itt kötött békét V. István Ottokár osztrák herceggel, de 1271 elején Ottokár a várat bevette. A mosoni csata után 1271. július 2-án ismét békét kötöttek. 1273-ban Ottokár kétszer is elfoglalta. 1287-ben I. Albert osztrák herceg foglalta el. 1291-ben a város III. Endrétől kiváltságokat kapott (például árumegállító jogot, egyben megtiltotta, hogy megakadályozzák a jobbágyok városba költözését). Várnagya volt 1354-ben Toldi Miklós. A középkorban a várpalota körül többszörös falgyűrű épült ki.

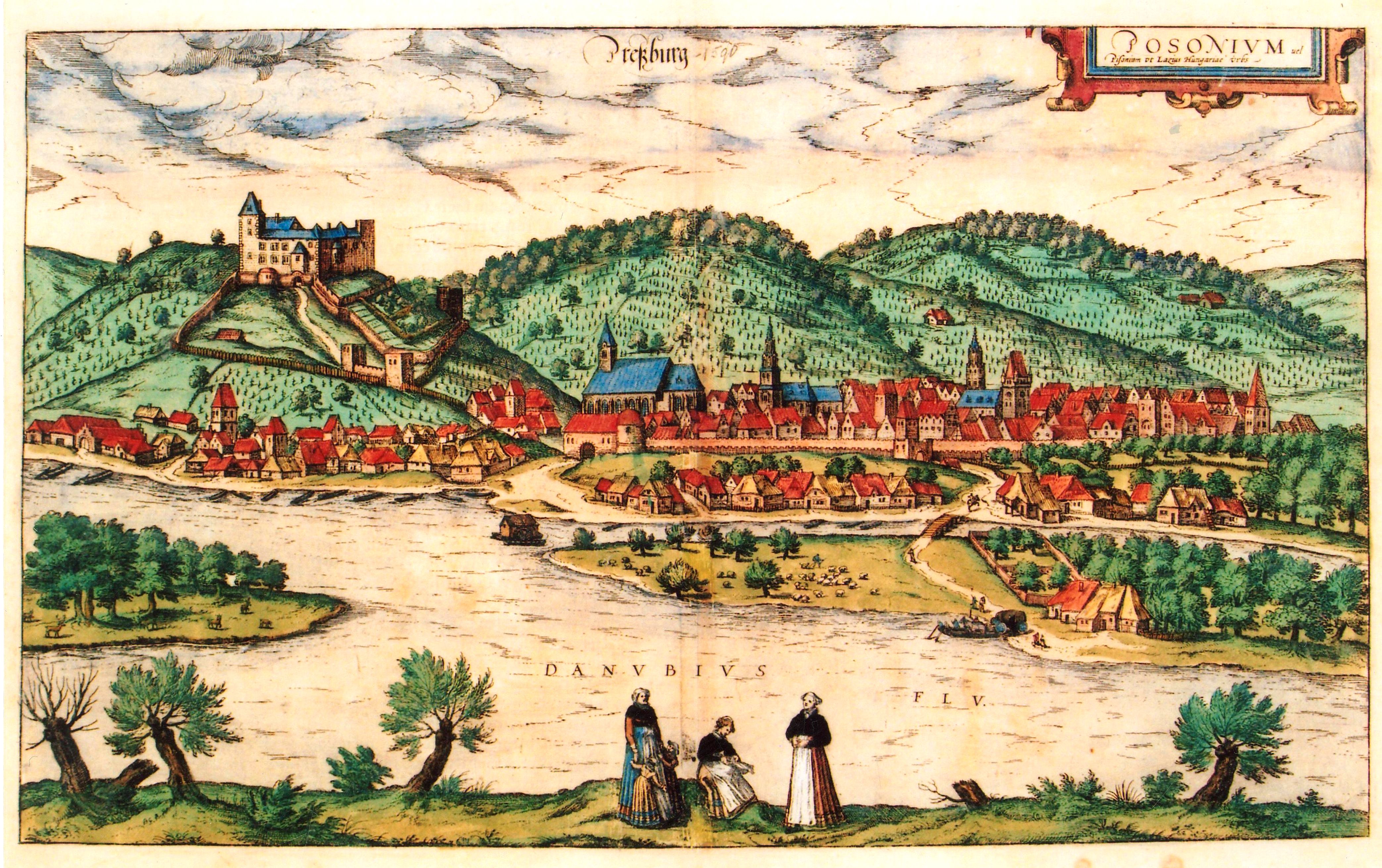
Pozsony a 16. században

1405-ben szabad királyi város, ezen belül a tárnokmester bíráskodása alá tartozó tárnoki város volt. Egyetemét 1467-ben Mátyás király alapította. 1506-ban I. Miksa császár foglalta el. 1526. után az ország fővárosa lett, itt őrizték a Szent Koronát, itt koronázták a királyokat, többször volt országgyűlés színhelye.

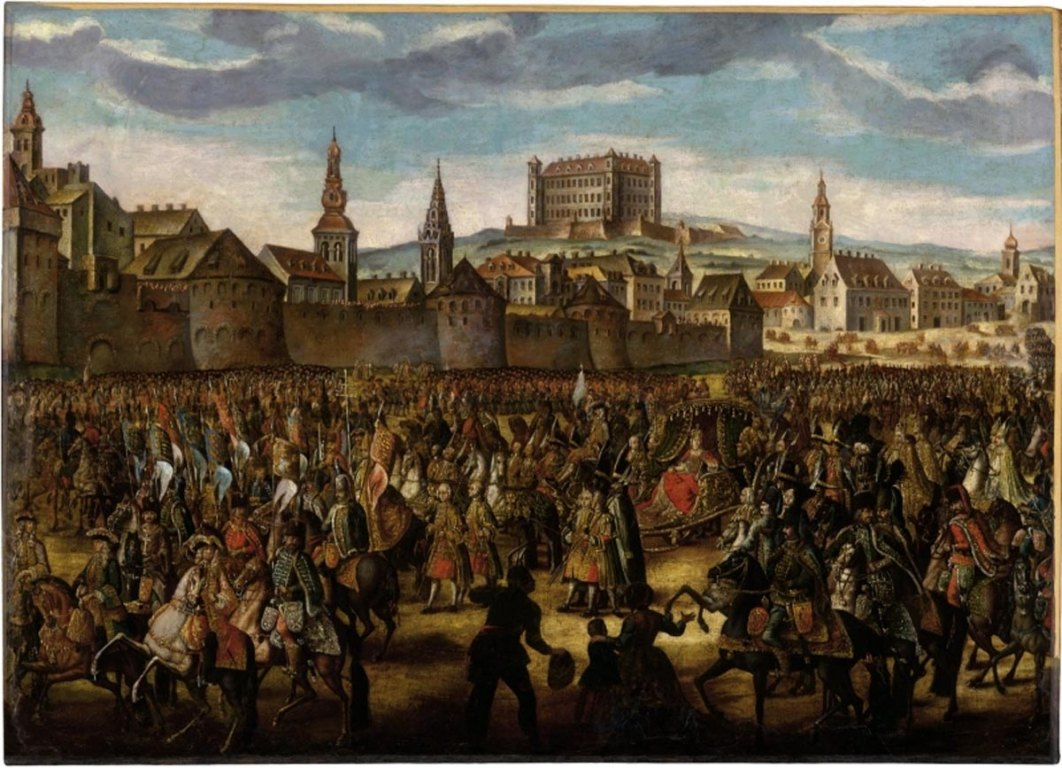
Mária Terézia koronázása 1741-ben

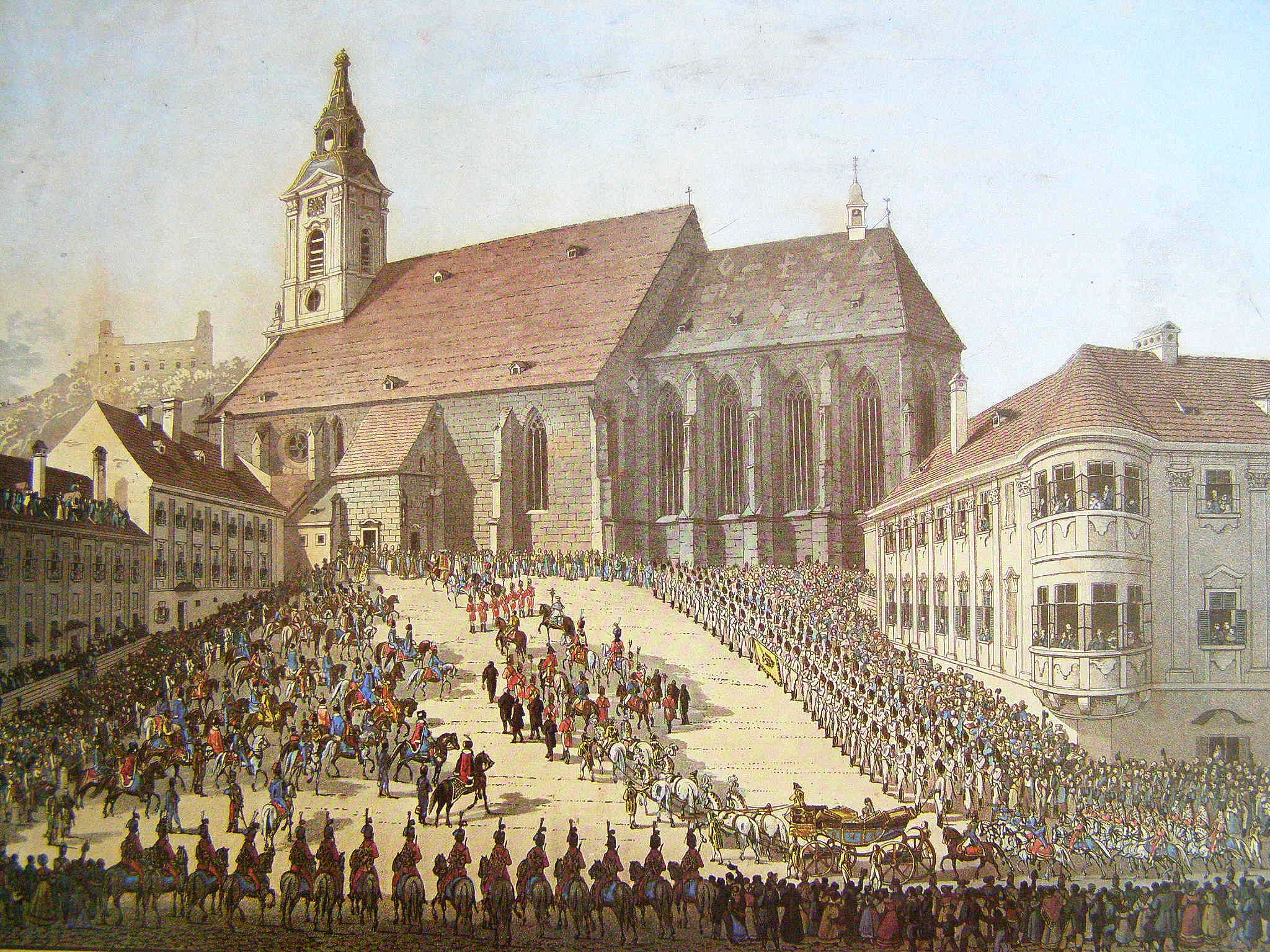
II. Lipót magyar király 1790-es koronázása

1620-ban Bethlen Gábor seregei elfoglalták a várost. 1626. december 20-án itt kötötte meg a békét Bethlen és a császár. A Wesselényi-féle összeesküvés leleplezése után, 1674-ben, Ampringen János Gáspár kormányzósága idején itt működött a protestánsok elnyomásának hírhedt eszköze, az ún. Pozsonyi vértörvényszék, amely protestáns lelkészeket gályarabságba küldött. 1683. július 29-én a város alatt győzte le Lotaringiai Károly herceg a Duna bal partján előrenyomuló Thököly Imre seregét. A Habsburgok a belsővárat reprezentatív palotává építették ki. 1780-tól a vár hanyatlásnak indult, előbb a bútorokat szállították el, majd papnevelde és kaszárnya lett.
1780-ban itt jelent meg a Magyar Hírmondó című magyar újság, 1783-tól itt működött a királyi jogakadémia.

## 19. század

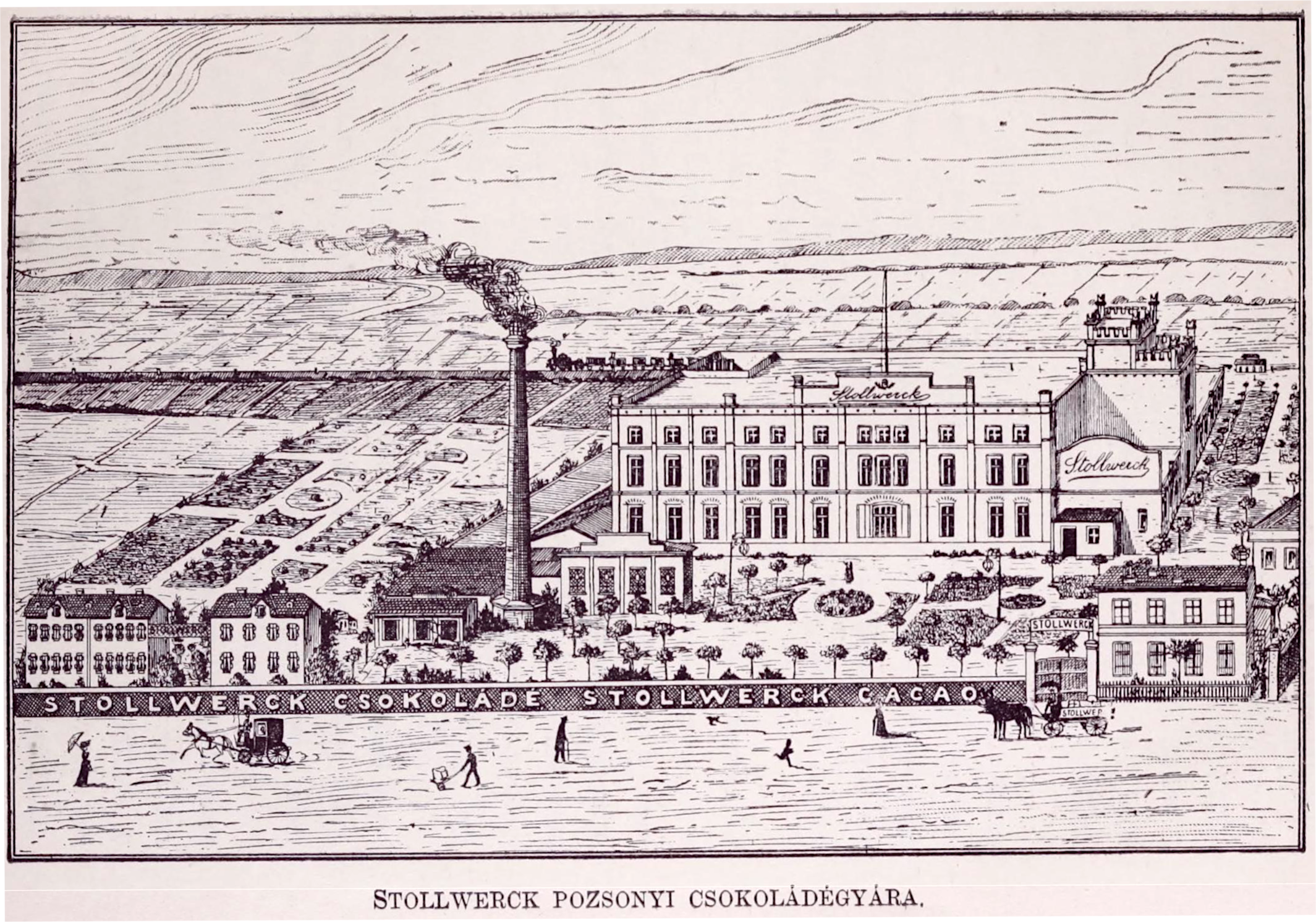
A Stollwerck csokoládégyár Pozsonyban. Az 1800-as években Magyarországon sokáig a cukorkák voltak az édességek piacának legnépszerűbb termékei, a cukorkák egy fajtáját még az 1960-as években is stollwerknek hívták

- 1806-ban és 1809. június 26-án elfoglalták a franciák. Az 1809-es ágyúzásból eredő károkat az 1811. május 28-i tűzvész tetőzte be.
- 1811: május 11-én leégett a pozsonyi vár, amelynek napjainkig tartó restaurálását csak 1953-ban kezdték meg.
- 1825: Széchenyi István birtokainak egyévi jövedelmét ajánlja föl egy Nemzeti Tudós Társaság megalapításának céljaira.
- 1840: Pozsony és Szentgyörgy között indult meg az első magyar lóvontatású vasút.
- 1843-1844: 1843-ban Petőfi Sándor Pozsonyban tartózkodik, és az Országgyűlési Tudósítások másolásával biztosítja megélhetését. Az 1843-44-es országgyűlés törvényben nyilvánítja hivatalos nyelvnek a magyart a törvényhozásban, a közigazgatásban, és a tanításban.
- 1847-1848: A magyar rendi országgyűlést V. Ferdinánd király magyar nyelven nyitja meg.
- 1848-1849: Megépül a Pozsony-Bécs vasútvonal. 1848. március 17-én Kossuth Lajos a pozsonyi Zöldfa Szálló erkélyéről hirdeti ki Magyarország újjászületését, miután az előző nap V. Ferdinánd király támogatta a reformtörvényeket, és Batthyány Lajos grófot megbízta az első független magyar minisztérium megalakításával. Március 18-án az országgyűlés törvényt hoz a jobbágyfelszabadításról, és kihirdeti az új magyar alkotmányt. Április 7-én itt, Pozsonyban alakult meg az első felelős magyar minisztérium. V. Ferdinánd király április 11-én, a pozsonyi Prímási palota Tükörtermében aláírja az áprilisi törvényeket, majd feloszlatja az országgyűlést. Ezek után (Buda)Pest lesz végérvényesen az országgyűlés székhelye. Az 1848–49-es forradalom és szabadságharc idején Justi Henrik szervezi meg a Pozsonyi Nemzetőrséget, amely Szenicénél legyőzte a Jozef Miloslav Hurban vezette szlovák népfelkelők seregét. 1848. október 7-én a város szétszedte a hajóhidat, amikor Jellasics horvát bán át akart vonulni rajta a seregével, az elvesztett pákozdi csata után. A pozsonyi terület védelmének főparancsnokává Kossuth Lajos Görgey Artúrt nevezte ki, de a várost végül Windischgrätz herceg osztrák serege foglalta el harc nélkül 1848. december 18-án.

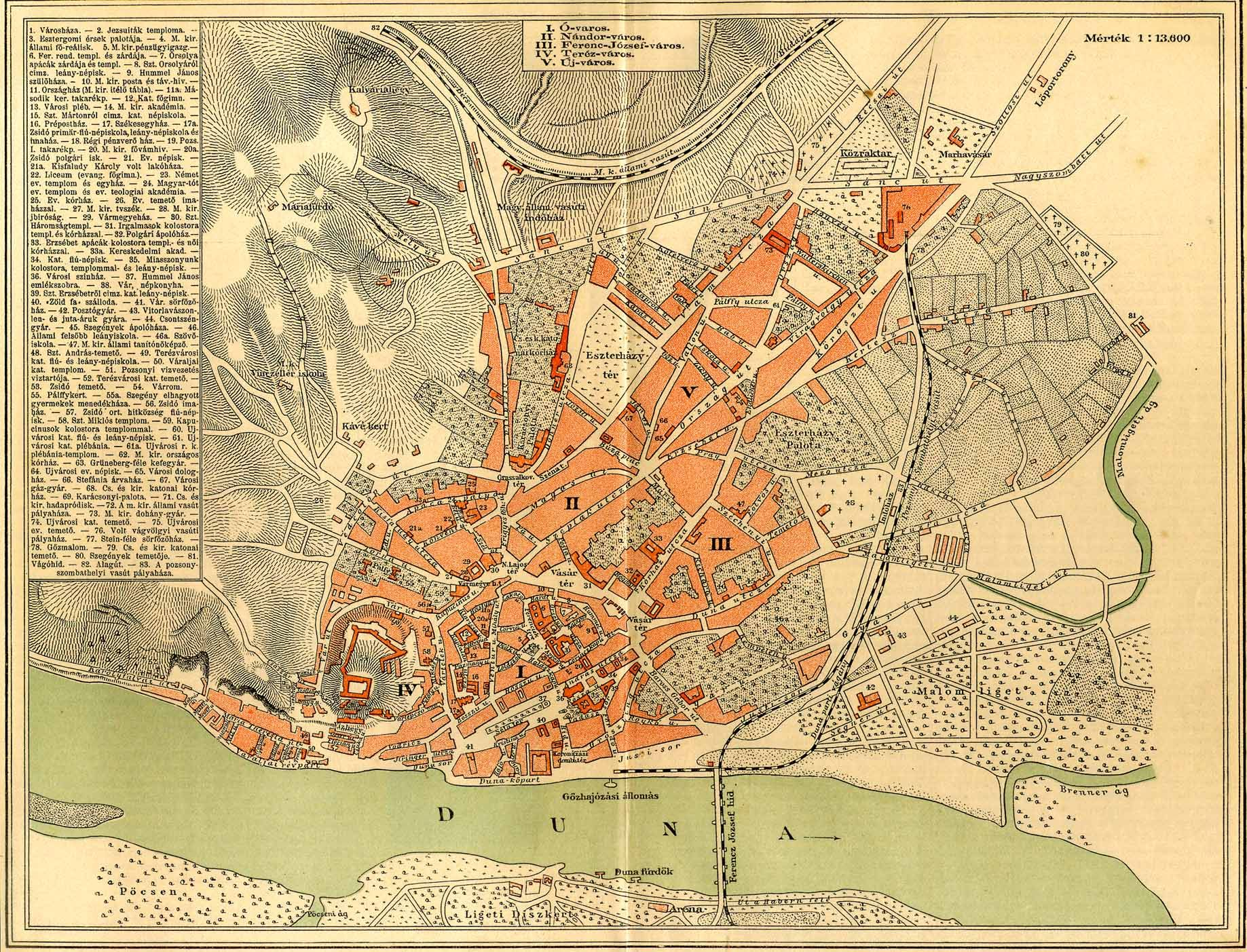
Pozsony térképe 1895-ből

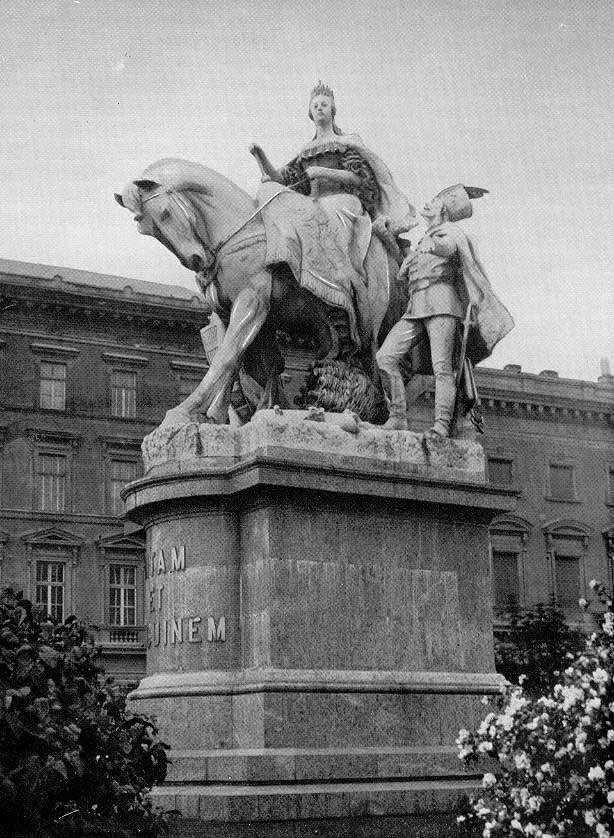
A pozsonyi Mária Terézia-emlékmű

A szabadságharc leverése után orosz katonák szállták meg a várost, akik ki akarták vágni a Séta tér (ma: Hviezdoslavovo námestie) fáit tűzifának. A fákat a híres vendéglős, Palugyay Jakab mentette meg úgy, hogy a saját tűzifakészletét bocsátotta az oroszok rendelkezésére. Haynau költözik a Prímási palotába, és itt írta alá a „rendkívüli hadbíróság” ítéleteit, beleértve a pozsonyi és aradi vértanúk kivégzésének ítéleteit is.
- 1850: Megnyílik a vasúti összeköttetés Pozsony–Pest-Buda között.
- 1866: július 22-én az osztrákok veresége a Porosz–osztrák háború utolsó, lamacsi csatájában, mely nagymértékben elősegítette a magyar-osztrák kiegyezést.
- 1867: Az osztrák-magyar kiegyezés évében a város Deák Ferencet díszpolgárrá avatja, és az a Justi Henrik lesz a város polgármestere, aki az 1848–49-es forradalom és szabadságharc idején a város nemzetőrparancsnoka volt. A kiegyezést követően a város a felvirágzását Justi Henrik polgármesternek és Edl Tivadar bankárnak köszönheti, akik az 1848–49-es forradalom és szabadságharcban még politikai ellenfelek voltak.
- 1870: május 4-én, a pozsonyi koronázási dombot lebontják a városi tanács rendeletére.
- 1882 és 1919 között Evangélikus Teológiai Akadémia működött a városban.
- 1886: szeptember 22-én megnyitják a Városi Színházat (ma Szlovák Nemzeti Színház). Az ünnepi díszelőadáson a Bánk bánt játsszák, amelyen részt vesz a teljes magyar kormány, Tisza Kálmán miniszterelnökkel. Jelen volt Jókai Mór is, a karmester Erkel Ferenc.
- 1890-ben átadják a Ferenc József-hidat, a mai Öreg hidat (Starý Most).
- 1897: május 5-én felállítják Fadrusz János Mária Terézia-szobrát. Az ünnepségen személyesen vesz részt Ferenc József és családja.

## 20. század

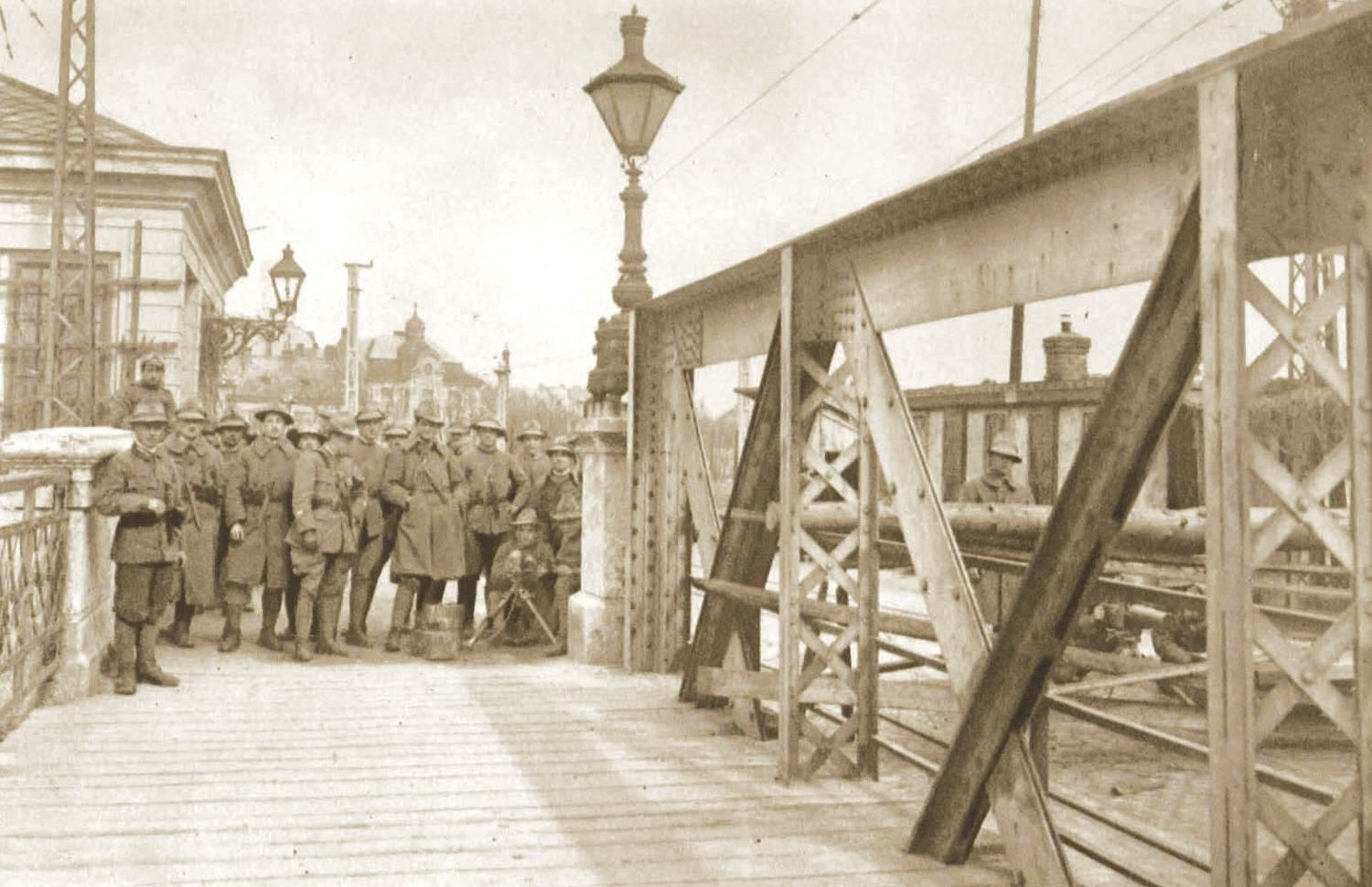
Csehszlovák légiósok a Ferenc József-hídon 1919-ben

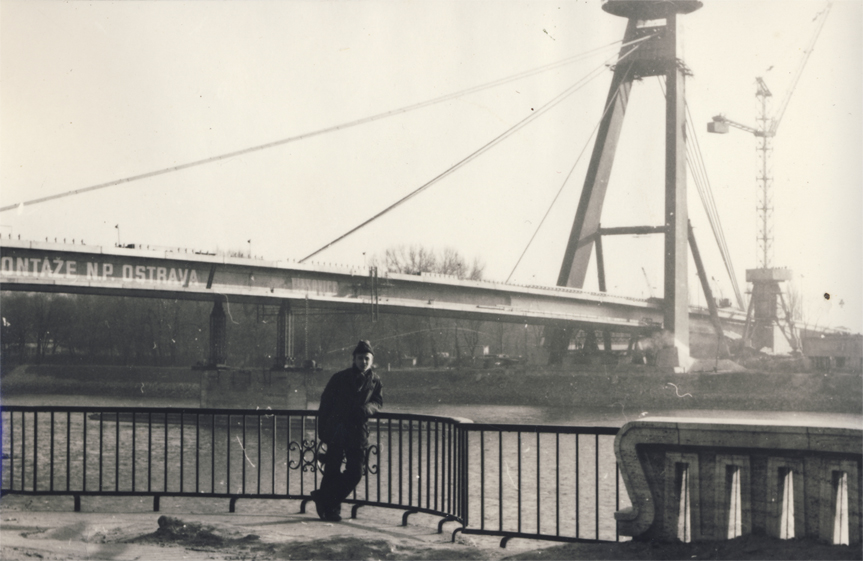
A pozsonyi Új-híd az építésekor

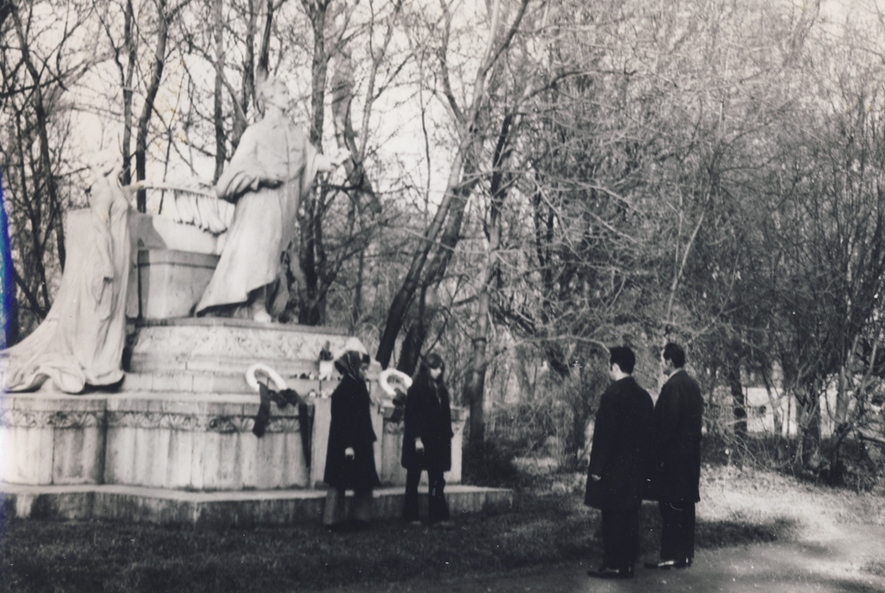
A Petőfi szobor az újraállítás után Pozsonyligetfalun (1956-2002)

- 1905: A pozsonyi születésű Lénárd Fülöp fizikai Nobel-díjat kap katódsugaras vizsgálatokra atommodelljéért.
- 1909-ben I. Ferenc József osztrák császár és magyar király Pozsonyba látogatott, és fogadására a Stefánia út-Grassalkovich-palota sarkán, az utca teljes szélességében egy díszkapu épült.
- 1910-ben 78 229 lakosából 32 790 német, 31 705 magyar, 11 673 szlovák, 1 242 cseh, 351 horvát és 115 lengyel volt.
- 1911. szeptember 8-án leplezték le Petőfi Sándor közadakozásból készült pozsonyi szobrát.
- 1912: Megkezdi működését az Erzsébet Tudományegyetem, Ferenc József engedélyével.
- 1914 és 1921. között az Erzsébet Tudományegyetem működött a városban.
- 1918-19: csehszlovák légiósok elfoglalják a várost.
- 1920-tól Csehszlovákia része.
- 1921-től a Comenius Egyetem működik a városban.
- 1945. április 4-re a szovjet hadsereg elfoglalta a várost. A város hivatalos háborús veszteségei: 742 szovjet és 470 német, illetve magyar katona, 121 polgári személy.[3]
- 1953-ban megkezdődött a vár helyreállítása.
- 1960-ban Pozsony felszabadításának 15. évfordulóján átadták az egyetlen máig működő katonai temetőt, a Slavínt.
- 1972. augusztus 26-án átadták a Szlovák Nemzeti Felkelés hídját (Most SNP), mely 1993-2002 között az Új-híd (Nový Most) nevet viselte.
- 1983-ban befejezték a Szlovák Rádió (Slovenský rozhlas) új épületét.
- 1985-ben átadták a Kikötői hidat (Prístavný most, eredetileg Duklai hősök hídja (Most hrdinov Dukly))
- 1992: Ünnepélyesen átadják a Lafranconi hidat.

## 21. század

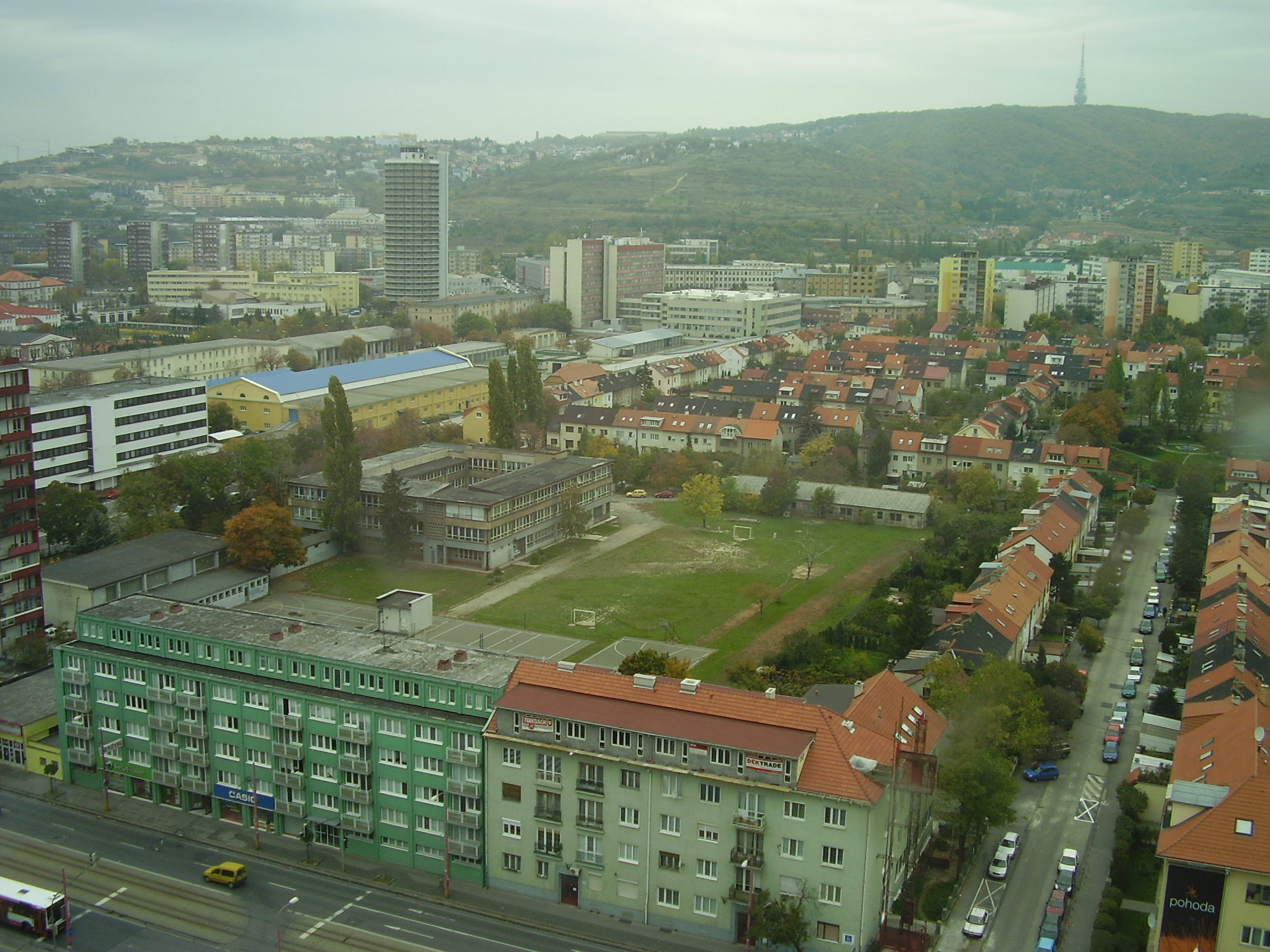
Pozsony 2007-ben

- 2002-ben megnyitották Chatam Sofer pozsonyi zsidó rabbi mauzóleumát, születésének 240. évfordulója alkalmából.
- 2005 szeptember 5-én ünnepélyesen átadták a forgalomnak az Apollo-hidat.
- 2007 április 14-én ünnepélyesen megnyitották az Duna-parti új épületbe költözött Szlovák Nemzeti Színházat.
- A vár reprezentatív célokra irányuló felújítása 2009-ben kezdődött el, párhuzamosan régészeti feltárásokra is sor került, melyek során a kelta (éremlelet) és római időszakból (mozaikpadló) kerültek elő jelentősebb leletek. A várban várhatóan régészeti és történeti kiállítás is nyílik majd.

## A város nevének története
| Pozsony neve 1919 előtt különböző nyelveken | Pozsony neve 1919 előtt különböző nyelveken                                       | Pozsony neve 1919 előtt különböző nyelveken                                       |
| ------------------------------------------- | --------------------------------------------------------------------------------- | --------------------------------------------------------------------------------- |
| Preßburg (vagy) Pressburg                   | németül                                                                           | németül                                                                           |
| Prešporok                                   | szlovákul (a város német nevéből származik; egyik variációja Pressporek 1773-ból) | szlovákul (a város német nevéből származik; egyik variációja Pressporek 1773-ból) |
| Prešpur(e)k (vagy) Presspur(e)k             | csehül                                                                            | csehül                                                                            |
| Břetislav                                   | csehül (a nevet Pavel Jozef Šafáriknak tulajdonítják)                             | csehül (a nevet Pavel Jozef Šafáriknak tulajdonítják)                             |
| Bratislav                                   | szlovákul (a nevet Ľudovít Štúrnak tulajdonítják)                                 | szlovákul (a nevet Ľudovít Štúrnak tulajdonítják)                                 |
| Pressburg(h) (vagy) Pressborough            | angolul (Pressburg Street létezik Délnyugat-Londonban)                            | angolul (Pressburg Street létezik Délnyugat-Londonban)                            |
| Presburgo                                   | spanyolul és Portugálul                                                           | spanyolul és Portugálul                                                           |
| Pressbourg később Presbourg                 | franciául (rue de Presbourg Párizsban)                                            | franciául (rue de Presbourg Párizsban)                                            |
| Presburg                                    | hollandul                                                                         | hollandul                                                                         |
| Pozsony                                     | magyarul (Korábbi változata Posony 1773-ból)                                      | magyarul (Korábbi változata Posony 1773-ból)                                      |
| Posonium                                    | latinul                                                                           | latinul                                                                           |
| Požun                                       | horvátul, szerbül, bosnyákul                                                      | horvátul, szerbül, bosnyákul                                                      |
| Pozhoma                                     | cigányul                                                                          | cigányul                                                                          |
| Istropolis                                  | görögül (Dunavárost jelent)                                                       | görögül (Dunavárost jelent)                                                       |